# Apołłon Syscow
Apołłon Siergiejewicz Syscow (ros. Аполлон Сергеевич Сысцов, ur. 25 września 1929 w Melekesie, zm. 8 maja 2005 w Moskwie) – radziecki polityk, minister przemysłu lotniczego ZSRR (1985–1991).
Od 1948 pracował w fabryce lotniczej im. Czkałowa w Taszkencie, od 1955 jako inżynier, majster, starszy majster i zastępca kierownika warsztatu, 1962 ukończył Taszkencki Instytut Politechniczny ze specjalnością inżynier mechanik budowy samolotów. W 1961 przyjęty do KPZR. Od 1963 kierownik warsztatu, a od 1969 główny inżynier w fabryce lotniczej w Taszkencie, od 1975 generalny dyrektor Kompleksu Przemysłu Lotniczego w Uljanowsku i członek Kolegium Ministerstwa Przemysłu Lotniczego ZSRR. Od 1981 I zastępca ministra, a od 1 listopada 1985 do 14 listopada 1991 minister przemysłu lotniczego ZSRR. W latach 1986–1991 członek KC KPZR, deputowany do Rady Najwyższej ZSRR 11. kadencji.

## Odznaczenia i nagrody
- Order Lenina
- Order Rewolucji Październikowej
- Order Czerwonego Sztandaru Pracy (dwukrotnie)
- Nagroda Państwowa ZSRR (1973)